# 船町站
船町站（日语：／ Funamachi eki */?）是位於愛知縣豐橋市北島町，屬於東海旅客鐵道（JR東海）的飯田線車站。車站編號是CD01。
部分普通列車會通過此站。在豐橋站至舊平井號誌站（愛知縣豐川市）之間路段，飯田線與名古屋鐵道（名鐵）名古屋本線共用路軌，但是名鐵列車（急行、特急、快速特急）均不會停站，也沒有設站。

## 歷史
- 1927年（昭和2年）6月1日：豐川鐵道開設新船町停留場。為旅客車站[2]。
- 1943年（昭和18年）8月1日：豐川鐵道線被國有化，成為鐵道省（後來為日本國有鐵道）飯田線。此站成為船町站[2]。
- 1969年（昭和44年）6月5日：成為業務委託車站[3]。
- 1984年（昭和59年）2月24日：成為無人車站[4]。
- 1987年（昭和62年）4月1日 - 伴隨國鐵分割民營化，車站由東海旅客鐵道（JR東海）營運[5]。
- 1991年（平成3年）3月16日：實施時間表修正。停站列車主要為行走於豐橋至豐川之間區間列車。
- 2010年（平成22年）3月13日 - 此站開始可以使用IC卡「TOICA」[6]。

## 車站構造
車站是一座建設於路堤上的地面車站，設有1面2線的島式月台。在月台靠近豐橋一方設有通道連接樓梯前往小型車站大樓。
此站是由豐川站管理的無人車站。此站曾經設有車站職員當值，在1969年變為業務委託車站，在1985年再變為無人車站。
此站可使用「TOICA」IC卡及其互相運用的交通IC卡。

### 月台
| 月台 | 路線   | 上下行 | 方向           |
| ---- | ------ | ------ | -------------- |
| 1    | 飯田線 | 上行   | 豐橋方向       |
| 2    | 飯田線 | 下行   | 豐川、飯田方向 |

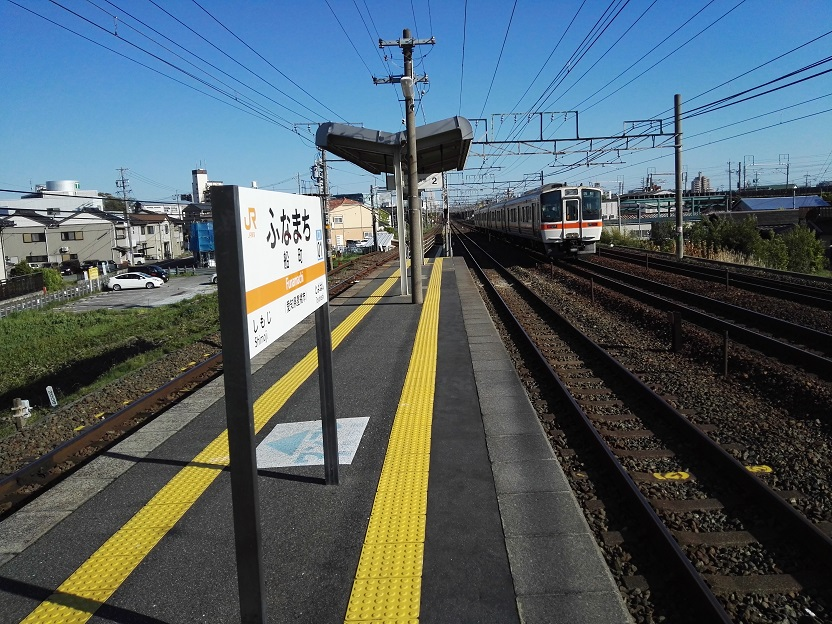
月台(2019年4月)
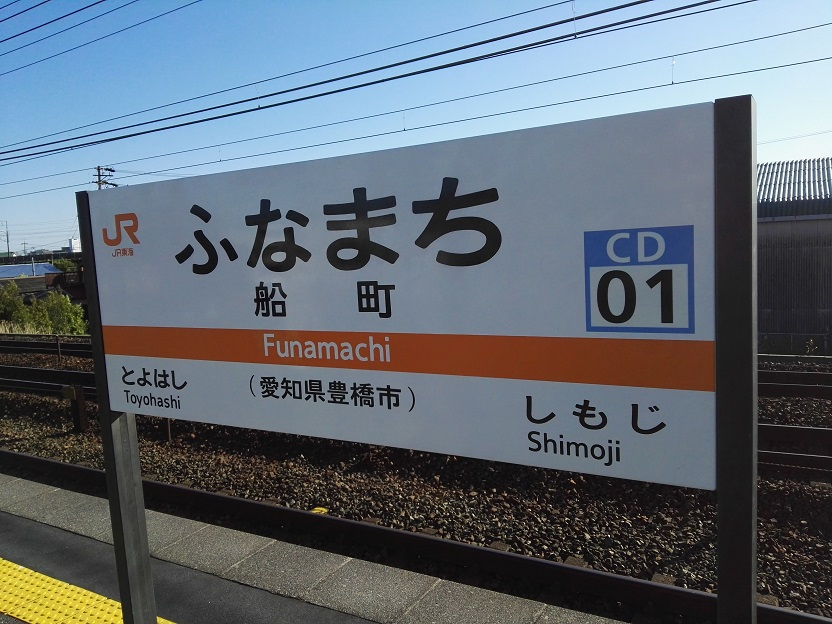
站名牌(2019年4月)
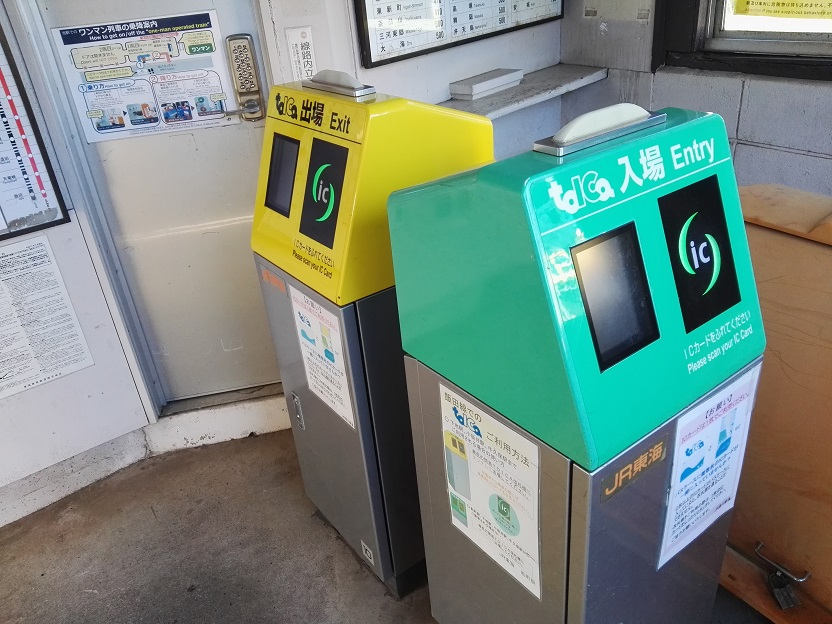
簡易TOICA閘機(2019年4月)
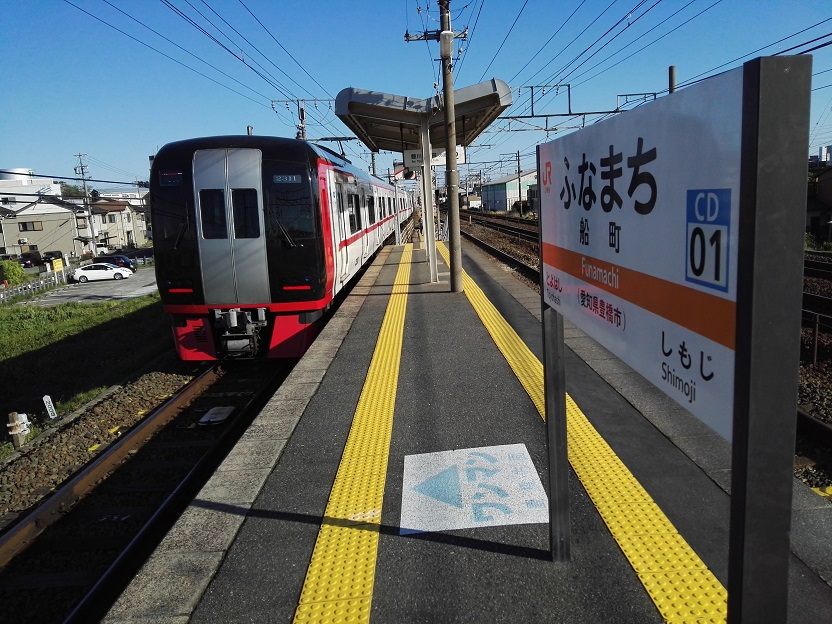
通過的名鐵列車

## 使用狀況
以下為1950年度至2016年度（2000年度至2010年度沒有資料）的1日平均乘車人次：
| 1日平均乘車人次變化                                                                                             | 1日平均乘車人次變化 | 1日平均乘車人次變化 |
| 年度 | 乘車人次            | 參考資料（※）       |
| --- | ------------------- | ------------------- |
| 1950年度 | 336人               | 昭和27年度刊・327頁 |
| 1951年度 | 435人               | 28年度刊・311頁     |
| 1952年度 | 429人               | 29年度刊・330頁     |
| 1953年度 | 453人               | 30年度刊・306頁     |
| 1954年度 | 448人               | 31年度刊・304頁     |
| 1955年度 | 481人               | 32年度刊・320頁     |
| 1956年度 | 578人               | 33年度刊・336頁     |
| 1957年度 | 677人               | 34年度刊・380頁     |
| 1958年度 | 696人               | 35年度刊・293頁     |
| 1959年度 | 886人               | 36年度刊・261頁     |
| 1960年度 | 983人               | 37年度刊・325頁     |
| 1961年度 | 1,075人             | 38年度刊・297頁     |
| 1962年度 | 1,046人             | 39年度刊・299頁     |
| 1963年度 | 1,109人             | 40年度刊・263頁     |
| 1964年度 | 1,135人             | 41年度刊・239頁     |
| 1965年度 | 1,211人             | 42年度刊・263頁     |
| 1966年度 | 1,123人             | 43年度刊・193頁     |
| 1967年度 | 1,072人             | 44年度刊・197頁     |
| 1968年度 | 1,112人             | 45年度刊・205頁     |
| 1969年度 | 979人               | 46年度刊・229頁     |
| 1970年度 | 811人               | 47年度刊・237頁     |
| 1971年度 | 724人               | 48年度刊・217頁     |
| 1972年度 | 572人               | 49年度刊・215頁     |
| 1973年度 | 530人               | 50年度刊・221頁     |
| 1974年度 | 520人               | 51年度刊・225頁     |
| 1975年度 | 506人               | 52年度刊・217頁     |
| 1976年度 | 475人               | 53年度刊・231頁     |
| 1977年度 | 428人               | 54年度刊・233頁     |
| 1978年度 | 386人               | 55年度刊・221頁     |
| 1979年度 | 361人               | 56年度刊・227頁     |
| 1980年度 | 363人               | 57年度刊・239頁     |
| 1981年度 | 393人               | 58年度刊・223頁     |
| 1982年度 | 373人               | 59年度刊・223頁     |
| 1983年度 | 326人               | 60年度刊・241頁     |
| 1984年度 | 197人               | 61年度刊・235頁     |
| 1985年度 | 178人               | 62年度刊・223頁     |
| 1986年度 | 175人               | 63年度刊・223頁     |
| 1987年度 | 198人               | 平成元年度刊・225頁 |
| 1988年度 | 215人               | 2年度刊・223頁      |
| 1989年度 | 210人               | 3年度刊・225頁      |
| 1990年度 | 219人               | 4年度刊・229頁      |
| 1991年度 | 217人               | 5年度刊・221頁      |
| 1992年度 | 210人               | 6年度刊・221頁      |
| 1993年度 | 210人               | 7年度刊・239頁      |
| 1994年度 | 217人               | 8年度刊・241頁      |
| 1995年度 | 201人               | 9年度刊・243頁      |
| 1996年度 | 191人               | 10年度刊・241頁     |
| 1997年度 | 189人               | 11年度刊・241頁     |
| 1998年度 | 181人               | 12年度刊・239頁     |
| 1999年度 | 169人               | 13年度刊・240頁     |
| ・・・ |                     |                     |
| 2011年度 | 169人               | 26年度刊・114頁。   |
| 2012年度 | 175人               | 同上                |
| 2013年度 | 187人               | 同上                |
| 2014年度 | 212人               | 27年度刊・114頁。   |
| 2015年度 | 219人               | 28年度刊・114頁     |
| 2016年度 | 220人               | 29年度刊・122頁     |
| ※在參考資料一欄記載了統計書刊的年度與頁數 在1999年度前使用愛知縣統計年鑑資料。 2011年度起使用豐橋市統計書資料。 |                     |                     |

## 車站周邊
- 豐川（對面岸設有下地站）

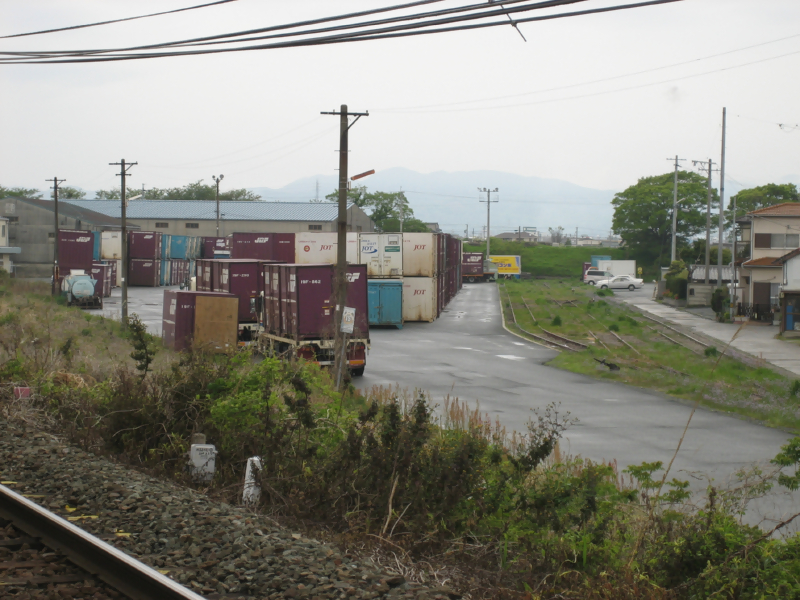
在月台望向豐橋線外貨運站

- 日本貨物鐵道（JR貨物）豐橋線外貨運站（豐橋ORS） - 車站北邊。
- 日本通運豐橋分店豐橋物流中心 - 於豐橋線外貨運站內。

## 相鄰車站
東海旅客鐵道（JR東海）
 飯田線
■快速（只有上行班次）、■普通（較快速的班次）
通過
■普通（各站停車）
豐橋（CD00）－船町（CD01）－下地（CD02）

## 注腳
1. ↑  令和元年豐橋市統計書
2. 1 2  《停車場変遷大事典》2，97頁
3. ↑  《飯田線展》，101頁
4. ↑  《飯田線百年ものがたり》，89、92頁
5. ↑  曾根悟（日语：曽根悟）（監修）. 朝日新聞出版分冊百科編集部（編集） , 编. . 週刊 歴史でめぐる鉄道全路線 国鉄・JR (朝日新聞出版). 2009-07-26, (3): 17 （日语）.
6. ↑   (PDF) (新闻稿). 東海旅客鉄道. 2009-12-21  [2020-12-19]. （原始内容 (PDF)存档于2020-12-19） （日语）.
7. ↑  《東海旅客鉄道20年史》，732頁
8. 1 2  用車站時間表的方向資訊。詳情參見JR東海官方網站的各站時間表 （页面存档备份，存于）（截至2015年1月）。
9. ↑  平成26年 豊橋市統計書  10 運輸・通信PDF（日語）
10. ↑  平成27年 豊橋市統計書  10 運輸・通信PDF（日語）
11. ↑  平成28年 豊橋市統計書  10 運輸・通信PDF（日語）
12. ↑  平成29年 豊橋市統計書  10 運輸・通信PDF（日語）